# 飯沼ひかる
飯沼 ひかる（いいぬま ひかる、1997年10月17日 - ）は、日本の女優。千葉県出身。

## 出演

### 舞台・ミュージカル
- アニー（2007年） - スマイル組・テシー 役
- 魔法使いサリー（2008年） - Cバージョン・香月弥生 役
- 葉っぱのフレディ〜いのちの旅〜（2009年） - 夏組・ダニエル 役

### テレビ
- 芸能プロフィール刑事（2005年、フジテレビ）
- 第57回NHK紅白歌合戦「2006キッズショー」（2006年12月31日、NHK総合 / BS2 / BShi ）

### CM
- アートコーポレーション「アート引越センター」（2005年）
- ピザーラ「エビマヨ」（2006年）
- 伊藤園「ミネラル麦茶」（2007年）